# Grand Prix Formule 1 van Rusland 2016
De Grand Prix Formule 1 van Rusland 2016 werd gehouden op 1 mei op het Sochi Autodrom in Sotsji. Het was de vierde race van het kampioenschap.

## Vrije trainingen

### Achtergrond
Tijdens de eerste vrije training werd door Red Bull-coureur Daniel Ricciardo het zogeheten "aeroscreen" getest, een vorm van bescherming voor het hoofd van de coureur. Dit werd gedaan na diverse dodelijke ongelukken, waaronder die van Formule 2-coureur Henry Surtees en IndyCar-coureur Justin Wilson, alsmede een zwaar ongeluk van Felipe Massa tijdens de kwalificatie van de Grand Prix van Hongarije 2009, waarbij alle coureurs op hun hoofd geraakt werden door brokstukken van andere auto's. Het aeroscreen werd ontwikkeld als alternatief voor de "halo", die door Ferrari werd getest tijdens de testsessies voorafgaand aan het seizoen.

### Uitslagen
- Er wordt enkel de top-5 weergegeven.

| Vrije training 1 | Pos | No | Coureur          | Constructeur       | Tijd     |
| ---------------- | --- | -- | ---------------- | ------------------ | -------- |
| Vrije training 1 | 1   | 6  | Nico Rosberg     | Mercedes           | 1:38.127 |
| Vrije training 1 | 2   | 44 | Lewis Hamilton   | Mercedes           | 1:38.849 |
| Vrije training 1 | 3   | 5  | Sebastian Vettel | Ferrari            | 1:39.175 |
| Vrije training 1 | 4   | 7  | Kimi Räikkönen   | Ferrari            | 1:39.332 |
| Vrije training 1 | 5   | 19 | Felipe Massa     | Williams-Mercedes  | 1:39.365 |
| Vrije training 2 | Pos | No | Coureur          | Constructeur       | Tijd     |
| Vrije training 2 | 1   | 44 | Lewis Hamilton   | Mercedes           | 1:37.583 |
| Vrije training 2 | 2   | 5  | Sebastian Vettel | Ferrari            | 1:38.235 |
| Vrije training 2 | 3   | 6  | Nico Rosberg     | Mercedes           | 1:38.450 |
| Vrije training 2 | 4   | 7  | Kimi Räikkönen   | Ferrari            | 1:38.793 |
| Vrije training 2 | 5   | 3  | Daniel Ricciardo | Red Bull-TAG Heuer | 1:39.084 |
| Vrije training 3 | Pos | No | Coureur          | Constructeur       | Tijd     |
| Vrije training 3 | 1   | 44 | Lewis Hamilton   | Mercedes           | 1:36.403 |
| Vrije training 3 | 2   | 6  | Nico Rosberg     | Mercedes           | 1:36.471 |
| Vrije training 3 | 3   | 5  | Sebastian Vettel | Ferrari            | 1:37.007 |
| Vrije training 3 | 4   | 7  | Kimi Räikkönen   | Ferrari            | 1:37.727 |
| Vrije training 3 | 5   | 19 | Felipe Massa     | Williams           | 1:37.918 |

Testcoureurs in vrije training 1:
 Sergej Sirotkin (Renault, P13)
 Alfonso Celis Jr. (Force India-Mercedes, P22)

## Kwalificatie
Mercedes-coureur Nico Rosberg wist zijn tweede pole position van het seizoen te behalen, nadat teamgenoot Lewis Hamilton met technische problemen geen tijd neerzette in het laatste deel van de kwalificatie. Ferrari-coureur Sebastian Vettel kwalificeerde zich als tweede, terwijl Valtteri Bottas in zijn Williams de top 3 compleet maakte. Hun respectievelijke teamgenoten Kimi Räikkönen en Felipe Massa werden vierde en vijfde, voor de Red Bull van Daniel Ricciardo. Sergio Pérez werd voor Force India zevende door de andere Red Bull van Daniil Kvjat te verslaan. Max Verstappen was voor Toro Rosso de laatste coureur die een tijd neerzette in Q3, waardoor hij als negende start voor Lewis Hamilton.
Sebastian Vettel ontving na afloop van de kwalificatie een straf van vijf startplaatsen vanwege het wisselen van zijn versnellingsbak, wat gebeurde na de tweede vrije training.

### Kwalificatie-uitslag
| Pos                 | No | Coureur           | Constructeur         | Q1       | Q2       | Q3        | Grid |
| ------------------- | -- | ----------------- | -------------------- | -------- | -------- | --------- | ---- |
| 1                   | 6  | Nico Rosberg      | Mercedes             | 1:36.119 | 1:35.337 | 1:35.417  | 1    |
| 2                   | 5  | Sebastian Vettel  | Ferrari              | 1:36.555 | 1:36.623 | 1:36.123  | 7    |
| 3                   | 77 | Valtteri Bottas   | Williams-Mercedes    | 1:37.746 | 1:37.140 | 1:36.536  | 2    |
| 4                   | 7  | Kimi Räikkönen    | Ferrari              | 1:36.976 | 1:36.741 | 1:36.663  | 3    |
| 5                   | 19 | Felipe Massa      | Williams-Mercedes    | 1:37.753 | 1:37.230 | 1:37.016  | 4    |
| 6                   | 3  | Daniel Ricciardo  | Red Bull-TAG Heuer   | 1:38.091 | 1:37.569 | 1:37.125  | 5    |
| 7                   | 11 | Sergio Pérez      | Force India-Mercedes | 1:38.006 | 1:37.282 | 1:37.212  | 6    |
| 8                   | 26 | Daniil Kvjat      | Red Bull-TAG Heuer   | 1:38.265 | 1:37.606 | 1:37.459  | 8    |
| 9                   | 33 | Max Verstappen    | Toro Rosso-Ferrari   | 1:38.123 | 1:37.510 | 1:37.583  | 9    |
| 10                  | 44 | Lewis Hamilton    | Mercedes             | 1:36.006 | 1:35.820 | geen tijd | 10   |
| 11                  | 55 | Carlos Sainz jr.  | Toro Rosso-Ferrari   | 1:37.784 | 1:37.652 |           | 11   |
| 12                  | 22 | Jenson Button     | McLaren-Honda        | 1:38.332 | 1:37.701 |           | 12   |
| 13                  | 27 | Nico Hülkenberg   | Force India-Mercedes | 1:38.562 | 1:37.771 |           | 13   |
| 14                  | 14 | Fernando Alonso   | McLaren-Honda        | 1:37.971 | 1:37.807 |           | 14   |
| 15                  | 8  | Romain Grosjean   | Haas-Ferrari         | 1:38.383 | 1:38.055 |           | 15   |
| 16                  | 21 | Esteban Gutiérrez | Haas-Ferrari         | 1:38.678 | 1:38.115 |           | 16   |
| 17                  | 20 | Kevin Magnussen   | Renault              | 1:38.914 |          |           | 17   |
| 18                  | 30 | Jolyon Palmer     | Renault              | 1:39.009 |          |           | 18   |
| 19                  | 12 | Felipe Nasr       | Sauber-Ferrari       | 1:39.018 |          |           | 19   |
| 20                  | 94 | Pascal Wehrlein   | MRT-Mercedes         | 1:39.399 |          |           | 20   |
| 21                  | 88 | Rio Haryanto      | MRT-Mercedes         | 1:39.463 |          |           | 21   |
| 22                  | 9  | Marcus Ericsson   | Sauber-Ferrari       | 1:39.519 |          |           | 22   |
| 107% tijd: 1:42.726 |    |                   |                      |          |          |           |      |

## Wedstrijd

### Verslag
Nico Rosberg won zijn vierde race van het seizoen en zijn zevende op een rij. Tevens reed hij de snelste ronde en lag hij elke ronde aan de leiding, waarmee hij zijn eerste "Grand Slam" behaalde. Dit deed hij na een race met een hectische openingsronde, waarbij Sebastian Vettel tot tweemaal toe werd geraakt door Daniil Kvjat, waarbij hij door de tweede tik de race moest staken. Lewis Hamilton wist zich vanaf de tiende startplaats naar de tweede plaats te rijden, terwijl Kimi Räikkönen het podium compleet maakte. Valtteri Bottas en Felipe Massa werden vierde en vijfde en de laatste coureurs die in dezelfde ronde als Rosberg finishten. Fernando Alonso behaalde voor McLaren zijn eerste punten van het seizoen met een zesde plaats, terwijl ook Renault-coureur Kevin Magnussen met een zevende plaats zijn eerste punten van het jaar mocht bijschrijven. Romain Grosjean werd voor Haas achtste door Sergio Pérez voor te blijven. Het laatste punt ging naar de andere McLaren-coureur Jenson Button.

### Race-uitslag
| Pos. | No. | Coureur           | Constructeur         | Rondes | Tijd/Oorzaak uitval | Grid | Punten |
| ---- | --- | ----------------- | -------------------- | ------ | ------------------- | ---- | ------ |
| 1    | 6   | Nico Rosberg      | Mercedes             | 53     | 1:32:41.997         | 1    | 25     |
| 2    | 44  | Lewis Hamilton    | Mercedes             | 53     | +25.022             | 10   | 18     |
| 3    | 7   | Kimi Räikkönen    | Ferrari              | 53     | +31.998             | 3    | 15     |
| 4    | 77  | Valtteri Bottas   | Williams-Mercedes    | 53     | +50.217             | 2    | 12     |
| 5    | 19  | Felipe Massa      | Williams-Mercedes    | 53     | +1:14.427           | 4    | 10     |
| 6    | 14  | Fernando Alonso   | McLaren-Honda        | 52     | +1 ronde            | 14   | 8      |
| 7    | 20  | Kevin Magnussen   | Renault              | 52     | +1 ronde            | 17   | 6      |
| 8    | 8   | Romain Grosjean   | Haas-Ferrari         | 52     | +1 ronde            | 15   | 4      |
| 9    | 11  | Sergio Pérez      | Force India-Mercedes | 52     | +1 ronde            | 6    | 2      |
| 10   | 22  | Jenson Button     | McLaren-Honda        | 52     | +1 ronde            | 12   | 1      |
| 11   | 3   | Daniel Ricciardo  | Red Bull-TAG Heuer   | 52     | +1 ronde            | 5    |        |
| 12   | 55  | Carlos Sainz jr.  | Toro Rosso-Ferrari   | 52     | +1 ronde            | 11   |        |
| 13   | 30  | Jolyon Palmer     | Renault              | 52     | +1 ronde            | 18   |        |
| 14   | 9   | Marcus Ericsson   | Sauber-Ferrari       | 52     | +1 ronde            | 22   |        |
| 15   | 26  | Daniil Kvjat      | Red Bull-TAG Heuer   | 52     | +1 ronde            | 8    |        |
| 16   | 12  | Felipe Nasr       | Sauber-Ferrari       | 52     | +1 ronde            | 19   |        |
| 17   | 21  | Esteban Gutiérrez | Haas-Ferrari         | 52     | +1 ronde            | 16   |        |
| 18   | 94  | Pascal Wehrlein   | MRT-Mercedes         | 51     | +2 ronden           | 20   |        |
| DNF  | 33  | Max Verstappen    | Toro Rosso-Ferrari   | 34     | Motor               | 9    |        |
| DNF  | 5   | Sebastian Vettel  | Ferrari              | 0      | Ongeluk             | 7    |        |
| DNF  | 27  | Nico Hülkenberg   | Force India-Mercedes | 0      | Ongeluk             | 13   |        |
| DNF  | 88  | Rio Haryanto      | MRT-Mercedes         | 0      | Ongeluk             | 21   |        |

## Tussenstanden wereldkampioenschap
Betreft tussenstanden voor het wereldkampioenschap na afloop van de race.

### Coureurs
| Positie | No. | Rijder           | Team               | Punten |
| ------- | --- | ---------------- | ------------------ | ------ |
| 01      | 6   | Nico Rosberg     | Mercedes           | 100    |
| 02      | 44  | Lewis Hamilton   | Mercedes           | 57     |
| 03      | 7   | Kimi Räikkönen   | Ferrari            | 43     |
| 04      | 3   | Daniel Ricciardo | Red Bull-TAG Heuer | 36     |
| 05      | 5   | Sebastian Vettel | Ferrari            | 33     |
| 06      | 19  | Felipe Massa     | Williams-Mercedes  | 32     |
| 07      | 8   | Romain Grosjean  | Haas-Ferrari       | 22     |
| 08      | 26  | Daniil Kvjat     | Red Bull-TAG Heuer | 21     |
| 09      | 77  | Valtteri Bottas  | Williams-Mercedes  | 19     |
| 10      | 33  | Max Verstappen   | Toro Rosso-Ferrari | 13     |

### Constructeurs
| Positie | Team                 | Punten |
| ------- | -------------------- | ------ |
| 01      | Mercedes             | 157    |
| 02      | Ferrari              | 76     |
| 03      | Red Bull-TAG Heuer   | 57     |
| 04      | Williams-Mercedes    | 51     |
| 05      | Haas-Ferrari         | 22     |
| 06      | Toro Rosso-Ferrari   | 17     |
| 07      | McLaren-Honda        | 10     |
| 08      | Force India-Mercedes | 8      |
| 09      | Renault              | 6      |